# Lesley Ann Warren
Lesley Ann Warren (ur. 16 sierpnia 1946 w Nowym Jorku) – amerykańska aktorka i piosenkarka.

## Życiorys

### Wczesne lata
Urodziła się w Nowym Jorku jako córka Carol Margot Dorothey (z domu Verblow), piosenkarki urodzonej w Eastbourne w Wielkiej Brytanii, i Williama C. Warrena, agenta nieruchomości. Jej przodkami byli Żydzi aszkenazyjscy. Jej ojciec był weterynarzem i pośrednikiem handlu nieruchomościami podczas II wojny światowej, podczas gdy jej matka była piosenkarką w nocnym klubie. W wieku 6 lat uczęszczała do Dziecięcej Szkoły Zawodowej, a mając 13 lat uczyła się w High School of Music & Art. W 1961 w wieku 14 lat rozpoczęła treningi jako tancerka baletowa w nowojorskiej Szkole Baletu Amerykańskiego. Po ukończeniu Fiorello H. LaGuardia High School, mając 17 lat studiowała aktorstwo u Lee Strasberga przy Actors Studio w Nowym Jorku.

### Kariera
Jej kariera rozpoczęła się w 1962 w wieku 15 lat, kiedy nagrała taśmę, na której śpiewała arię Królowej Nocy z Czarodziejskiego fletu (pierwszy i jedyny raz zaśpiewała operę). Mając 17 lat pojawiła się w przedstawieniu muzycznym Bye Bye Birdie jako Kim McAfee. W 1963 zadebiutowała na Broadwayu w roli Snookie w musicalu 110 in the Shade. W 1966 otrzymała nagrodę Theatre World dla najbardziej obiecującej debiutantki za rolę Alice Van Guilder w komedii muzycznej Iry Levina Drat! The Cat!. W 1973 zagrała postać Scarlett O’Hary w muzycznej wersji Przeminęło z wiatrem na scenie Music Center w Los Angeles. W 1997 powróciła na Broadway w musicalu Marzenie.
Zadebiutowała na małym ekranie tytułową rolą w produkcji CBS – musicalu Richarda Rodgersa i Oscara Hammersteina II Kopciuszek (Cinderella, 1965). Pierwszym filmem kinowym z jej udziałem była familijna komedia romantyczna Najszczęśliwszy milioner (The Happiest Millionaire, 1967). Rola Dany Lambert w serialu CBS Mission: Impossible (1970–71) przyniosła jej nominację do Złotego Globu dla najlepszej aktorki drugoplanowej w serialu, miniserialu lub filmie telewizyjnym. Kandydowała do roli Lois Lane w Superman (1978), którą ostatecznie zagrała Margot Kidder. Jej rola Normy Cassady w komedii Blake’a Edwardsa Victor/Victoria (1982) przyniosła jej nominację do nagrody Oscara dla najlepszej aktorki drugoplanowej oraz odebrała nagrodę krytyków nowojorskich i nagrodę publiczności. Za rolę Gildy w dramacie muzycznym Alana Rudolpha Tekściarz (1984) dostała nominację do nagrody Złotego Globu dla najlepszej aktorki drugoplanowej. Wystąpiła jako matka Janie w teledysku zespołu Aerosmith „Janie’s Got a Gun” (1989) w reż. Davida Finchera.
W jej dorobku filmowym znajdują się takie filmy jak melodramat Alana Rudolpha Wybierz mnie (Choose Me, 1984) z udziałem Keitha Carradine’a, dramat kryminalny Jonathana Lynna Clue (1985) z Timem Curry, dramat kryminalny Gliniarz (Cop, 1988) z Jamesem Woodsem, komedia Mela Brooksa Smród życia (Life Stinks, 1991) i dreszczowiec erotyczny Richarda Rusha Barwy nocy (The Color of Night, 1994) z Bruce’em Willisem. Na dużym ekranie pojawiła się w niezależnych filmach wyświetlonych na Sundance Film Festival – komediodramacie Marka Pellingtona Na całość (Going All the Way, 1997) jako Nina Casselman i dramacie Twin Falls Idaho (1999) jako Francine.
Jest laureatką nagrody Złotego Globu dla najlepszej aktorki w serialu dramatycznym za podwójną rolę Marji Fludjicki i Marianne w miniserialu NBC Harold Robbins' 79 Park Avenue (1977). Za rolę Barbary Walker w miniserialu CBS Family of Spies (1990) opartym na szpiegostwie Johna A. Walkera Jr. z Powersem Boothe była nominowana do Złotego Globu i nagrody Emmy. Została także nominowana do Cable Ace Award za rolę Flory w adaptacji filmowej sztuki Tennessee Williamsa 27 Wagons Full of Cotton (1990).
Ponadto ma w dorobku role w takich telewizyjnych produkcjach jak Evergreen (1985) jako Anna Friedman oraz nagrodzony nagrodą Emmy miniserial biblijny TNT Józef (1995) w roli podstępnej żony Potyfara (w tej roli Ben Kingsley). Wcieliła się w postać Susan, matki Christiny Applegate w serialu Jej cały świat (1999). W serialu Gotowe na wszystko (2005–2011) zagrała Sophie Bremmer−Flickman, matkę Susan Delfino.

## Życie prywatne
13 maja 1967 wyszła za mąż za producenta Jona Petersa, z którym ma syna Christophera (ur. 
23 września 1968). W 1975 rozwiedli się. W latach 1977–1985 związana była z choreografem Jeffreyem Hornadayem. Spotykała się z producentem Robertem Evansem (1974), muzykiem Paulem Stanleyem (1980) i Valem Kilmerem (1986). Od listopada 1988 do maja 1989 była w związku z aktorem Scottem Baio. 16 stycznia 2000 poślubiła Rona Tafta. Jest wegetarianką.

## Filmografia

### Filmy
- 1976: Harry i Walter jadą do Nowego Jorku jako Gloria Fontaine
- 1982: Victor/Victoria jako Norma Cassady
- 1984: Tekściarz (Songwriter) jako Gilda
- 1987: Włamywaczka (Burglar) jako dr Cynthia Sheldrake
- 1991: Smród życia (Life Stinks) jako Molly
- 1994: Barwy nocy (The Color of Night) jako Sondra Dorio
- 1995: Józef (TV) jako żona Potyfara
- 1998: Życzenie wigilijne Richiego Richa jako Regina Rich
- 1999: Angol (The Limey) jako Elaine
- 1999: Jak wykończyć panią T.? jako Faye Watson
- 2002: Sekretarka jako Joan Holloway
- 2003: Przepis na kataklizm (Recipe for Disaster, TV) jako Marie Korda
- 2005: Miasto tajemnic jako Pam
- 2006: Za cenę życia jako ciotka Tina
- 2013: Jobs jako Clara Jobs
- 2015: Kim jest Michael jako Susan, matka Michaela

### Seriale
- 1966: Strzały w Dodge City (Gunsmoke) jako Betsy Payson
- 1966: Doktor Kildare jako Bonda Jo Weaver
- 1970–71: Mission: Impossible jako Dana Lambert
- 1975: Columbo jako Nadia Donner
- 1979: Muppet Show w roli samej siebie
- 1999: Jej cały świat (Jesse) jako Susan
- 2000: Życie do poprawki jako Rhonda Finkelstein / Sadie Arnstein
- 2001–2006: Will & Grace jako Tina
- 2002–2005: Jordan w akcji jako Arlene Lebowski
- 2003: Dotyk anioła jako Kelly Cartwright
- 2003: Kancelaria adwokacka jako Sylvia Bakey
- 2004: Prawie doskonali jako Diane Steadman
- 2005–2011: Gotowe na wszystko jako Sophie Bremmer−Flickman
- 2013: Świry jako Leslie
- 2015: Community jako Deb Perry
- 2016: Pogadanki Blunta jako Cornelia
- 2018: Daredevil jako Esther Falb
- 2019: Starszaki jako Kathleen
- 2019: American Princess jako Joanntha Klein
- 2020: Broke jako Alex McBride
- 2021: All Rise jako Samara Strong